# Raven-Symoné Presents
Raven-Symoné Presents é um DVD gravado pela atriz e cantora Raven-Symoné, dando dicas de beleza e formulas de cremes feitos em casa. Foi lançado no dia 15 de Julho de 2008 pela "Media Rights Capital II", nos Estados Unidos e Canadá. Foi produzido pela produtora Gurney.

## Enredo
Este DVD está repleto de dicas de moda, maquiagem, artesanatos para o dia chuvoso, dicas rápidas, receitas fáceis e muito mais. Você aprenderá como planejar uma festa perfeita, e como cuidar de seu bichinho de estimação e isso é só o começo! Neste DVD sobre estilo de vida, a divertida atriz Raven-Symoné vai te ensinar como, com apenas uma colherada de imaginação e pouco trabalho, pode se fazer o que quiser!